# Silverdale, Pennsylvania
Silverdale är en kommun (borough) i Bucks County i Pennsylvania. Vid 2010 års folkräkning hade Silverdale 871 invånare.